# 10049 Vorovich
10049 Vorovich eller 1986 TZ11 är en asteroid i huvudbältet som upptäcktes den 3 oktober 1986 av den rysk-sovjetiska astronomen Ljudmila Karatjkina vid Krims astrofysiska observatorium på Krim. Den är uppkallad efter matematikern Iosif Vorovitj.
Asteroiden har en diameter på ungefär sex kilometer och tillhör asteroidgruppen Nocturna.